# Матово (Калужская область)
Матово— деревня в Дзержинском районе Калужской области, в составе сельского поселения «Деревня Рудня».
Матовы — фамилия владельцев.

## География
Расположена на центральной части Калужской области. Рядом — Корокино, Рудня, на берегу реки Угра.

## Климат
Умеренно-континентальный с выраженными сезонами года: умеренно жаркое и влажное лето, умеренно холодная зима с устойчивым снежным покровом. Средняя температура июля +18 °C, января −9 °C. Теплый период длится в среднем около 220 дней.

## Население
| 2002 | 2010 |
| ---- | ---- |
| 36   | ↗46  |

## История
В  III-V (VI) века нашей  существовало  крупное неукреплённое поселение мощинской археологической культуры, к ней относилось и городище Матово
В 1782 году территория нынешней деревни Матово примыкала к сельцу Щекутьево Александры  Николаевны и Екатерины Николаевны Матовых Медынского уезда.
В 1863 году  Матово-Щекутьево — владельческое сельцо Медынского уезда при реке Угре, по левую сторону старого Мещовского тракта, при пароме через Угру.
В 1880 году административный центр Матовской волости. 